# Dąbrówka (powiat bytowski)
Dąbrówka (też: Dąbrówka Bytowska, kaszub. Dãbrówka, niem. Damerkow) – wieś kaszubska w Polsce na Pojezierzu Bytowskim położona w województwie pomorskim, w powiecie bytowskim, w gminie Borzytuchom przy trasie byłej linii kolejowej Bytów-Korzybie (obecnie zawieszonej).
W latach 1975–1998 miejscowość należała administracyjnie do województwa słupskiego.

## Zabytki
Według rejestru zabytków NID na listę zabytków wpisany jest dwór z poł. XIX w., nr rej.: A-458 z 15.04.1965.